# Ангельберга (імператриця Заходу)
Ангельберга (фр. Engelberge; бл. 830 — між 896 і 901) — королева Італії та імператриця Заходу, дружина Людовика II Молодого, імператора Заходу та короля Італії.

## Походження
Походження Ангельберги в первинних історичних джерелах не вказується. Однак існують непрямі дані, які дозволяють висувати історичні гіпотези щодо реконструювання її походження. Це кілька грамот королів з династії Каролінгів:
- грамота імператора Карла III Товстого, в якій Ангельберга названа сестрою (лат. soror);
- інша грамота імператора Карла III Товстого, в якій дочка Ангельберги, Ірменгарда, названа племінницею (лат. nepotis);
- грамота Карломана, короля Баварії, брата Карла III, в якій Ангельберга названа сестрою;
- грамота імператора Людовика II Молодого, чоловіка Ангельберги, в якій його архіканцлер Суппо III названий двоюрідним братом (лат. consobrinus) Ангельберги.

На підставі цих мізерних даних було запропоновано кілька гіпотез. Складність полягає в тому, що латинські слова soror, nepotis і consobrinus допускають досить широке тлумачення. 
- Італійські автори припускають, що визначення soror позначає духовну спорідненість. В результаті була висунута гіпотеза, що Людовик II Німецький, батько Карломана і Карла III, був хрещеним батьком Ангельберги[4].
- Моріс Шом перевів soror як невістка і припустив, що Ангельберга була сестрою Ріхарди, дружини Карла III, і, відповідно, дочкою Ерхангера I, пфальцграфа Швабії і Ельзасу, представника будинку Ахалольфінгів[5]. (Щоправда, стаття Карл III називає Ріхарду донькою Ерхарда, графа Нордгау).
- Виходячи з грамоти Людовика II, що вказує на спорідненість з Суппонідами, а також з повідомлення Ж. дю Буше в тексті 1646 року, де йдеться, що Ангельберга була дочкою герцога Сполето[6], Едуард Главичка припустив, що Ангельберга була дочкою Адельчіза I, герцога Сполето і графа Парми в 835 році[7].
- Ще одну гіпотезу запропонував французький історик Жан-Ноель Матьє. Він звернув увагу на те, що, починаючи з дітей Ірменгарди, дочки Ангельберги, в роду з'являється ім'я Вілла/Гілла (лат. Willa/Guille). Матьє припустив, що ці жіночі імена є похідними від Гійом (Гільом, Вільгельм) і свідчать про спорідненість із знатним родом Гільємідів. Матьє перевів soror з грамот Карломана і Карла III як сестра і припустив, що Ангельберга була їхнью єдиноутробною сестрою, дочкою Емми Баварської, яка вийшла заміж за Людовика Німецького у 827 році . Якщо ця гіпотеза слушна, то перший чоловік Емми мав належати до роду Гільємідів і померти незадовго до 827 року. Матьє запропонував ідентифікувати батька Ангельберги як графа Отена Тьєррі III, сина графа Тулузи Гільома Желонського. У пошуках пояснення спорідненості з Суппонідами Матьє припустив, що з цього роду походила Кунігунда, перша дружина Гільома Желонського. Суппоніди також перебували у родинних стосунках з королем Італії Бернаром, дружина якого, Кунігунда, можливо, була онукою Гільома Желонського. Однак головною проблемою цієї гіпотези є те, що Отен Тьєррі III традиційно вважається сином Гільома Желонського від другого шлюбу, і тоді Ірменгарда не могла бути родичкою Суппонідів.

## Життєпис
Ангельбергу близько 852 року видали заміж за Людовика II Молодого, який у той час був співправителем свого батька, імператора Лотара I. Єдиновладним правителем Людовик став лише в 855 році.
Ангельберга за життя чоловіка згадується в історичних джерелах дуже рідко. У серпні 871 року вона супроводжувала Людовика в поході в князівство Беневенто, під час якого князь Адельчіз захопив в полон Людовика і Ангельбергу. Вони провели в ув'язненні місяць і були звільнені за посередництвом єпископа Беневенто Айо.
Людовик II помер 12 квітня 875 року, після чого Ангельберга пішла в абатство Сен-Совер в Брешії. Після того, як зять Ангельберги, Бозон В'єннський, 879 року проголосив себе королем Бургундії, Карл III Товстий, що став на той час королем Італії, запідозрив Ангельбергу в підтримці зятя і відправив її в 880 році в жіночий монастир в Алеманнії. Але після поразки Бозона вона в жовтні 882 року з дозволу Карла повернулася до Італії. Після смерті Бозона в 887 році Ангельберга давала раду спадкоємству свого малолітнього онука, Людовіка III, Ніжньобургундському королівству. 896 року була абатисою монастиря Сан-Сісто у П'яченці, після чого згадки про неї зникають. Ймовірно, Ангельберга померла не пізніше 901 року.
Чоловік: з 851 / 852 Людовик II Молодий (825 — 12 серпня 875), король Італії (Людовик I) з 844 року, імператор Заходу з 850 року. 
Діти:
- Гізелла (бл. 852 / 855 — до 28 квітня 868), ігуменя Сан-Сальваторе
- Ірменгарда (бл. 852 / 855 — до 22 червня 896); чоловік: з березня 876 року (Павія) Бозон В'єннський (бл. 844 — 11 січня 887), граф В'єнна і Ліона , граф Беррі , герцог Італії , герцог Провансу , віцекороль Італії , граф Макона і Шалона , Отена , король Нижньої Бургундії (Провансу)